# Kai Selvon
Kai Freddie Selvon (* 13. April 1992 in Arima) ist eine Sprinterin aus Trinidad und Tobago.

## Karriere
Erste internationale Erfahrungen sammele Kai Selvon bei den CARIFTA-Games 2007 in Providenciales, bei denen sie im 200-Meter-Lauf in 24,79 s den siebten Platz belegte. Im Jahr gewann sie bei den Spielen in Basseterre in 24,14 s die Silbermedaille. Im 100-Meter-Lauf qualifizierte sie sich für die Juniorenweltmeisterschaften in Bydgoszcz, bei denen sie aber mit 12,56 s bereits im Vorlauf ausschied. 2009 schied sie bei den CARIFTA-Games in Vieux-Fort in der Vorrunde aus und erreichte anschließend das Viertelfinale bei den Jugendweltmeisterschaften in Brixen, in dem sie mit 12,09 s über 100 Meter ausschied. Anschließend schied sie bei den Panamerikanischen Juniorenmeisterschaften in Port of Spain in 24,78 s bereits in der ersten Runde aus. 2010 gewann sie bei den Zentralamerika- und Karibik-Juniorenmeisterschaften (CAC) in Santo Domingo in 23,42 s die Silbermedaille über 200 Meter und mit der trinidadisch-tobagischen 4-mal-400-Meter-Staffel. Zudem gewann sie mit der 4-mal-100-Meter-Staffel in 45,55 s die Bronzemedaille. Anschließend wurde sie bei den Juniorenweltmeisterschaften in Moncton in 23,58 s Vierte. 2011 gewann sie bei den Panamerikanischen Meisterschaften in Miramar in 22,97 s die Silbermedaille und qualifizierte sich auch für die Weltmeisterschaften im südkoreanischen Daegu, bei denen sie mit 23,11 s im Halbfinale ausschied und ihr Platz mit der 4-mal-100-Meter-Staffel wegen eines Dopingvergehens ihrer Teamkollegin Semoy Hackett annulliert wurde. 2012 gelangte sie bei den Olympischen Spielen in London über 200 Meter bis in das Halbfinale, in dem sie mit 23,04 s ausschied. Ihr Platz mit der Staffel wurde ebenfalls durch das genannte Dopingvergehen annulliert.
2013 gewann sie bei den CAC-Meisterschaften in Morelia in 43,67 s die Silbermedaille mit der Staffel hinter der Mannschaft aus Jamaika. Anschließend erreichte sie bei den Weltmeisterschaften in Moskau ebenfalls das Halbfinale, in dem sie mit 23,21 s ausschied. Auch mit der Staffel konnte sie sich in 43,01 s nicht für das Finale qualifizieren. Bei den IAAF World Relays 2014 auf den Bahamas belegte sie mit der 4-mal-100-Meter-Staffel in 42,66 s Rang drei und kam mit der 4-mal-200-Meter-Staffel nicht ins Ziel. Im Juli nahm sie erstmals an den Commonwealth Games im schottischen Glasgow teil und schied dort mit 11,59 s über 100 Meter im Halbfinale aus. 2015 erreichte sie bei den World Relays in 42,88 s den fünften Platz. Zwei Jahre darauf wurde sie bei den IAAF World Relays 2017 mit der 4-mal-200-Meter-Staffel in 1:32,63 min Vierte und wurde mit der 4-mal-400-Meter-Staffel im Vorlauf disqualifiziert. 2018 nah sie erneut an den Commonwealth Games im australischen Gold Coast teil, bei denen sie über 200 Meter in 23,42 s im Halbfinale ausschied und mit der 4-mal-100-Meter-Staffel in 43,50 s den fünften Platz belegte. 2021 nahm sie mit der 4-mal-100-Meter-Staffel an den Olympischen Spielen in Tokio teil, verpasste dort aber in 43,62 s den Finaleinzug.
2011, 2012 und 2013 wurde Selvon Trinidadisch-tobagische Meisterin im 200-Meter-Lauf sowie 2011 auch über 100 Meter.

## Persönliche Bestzeiten
- 100 Meter: 11,19 s (−2,2 m/s), 13. August 2011 in Port of Spain
  - 60 Meter (Halle): 7,20 s, 26. Februar 2012 in Lexington
- 200 Meter: 22,85 s (+0,3 m/s), 6. August 2012 in London
  - 200 Meter (Halle): 23,52 s, 11. Februar 2012 in Fayetteville